# Castello di Champorcher
Das Castello di Champorcher, auch Torre dei Signori di Bard oder Torre di Champorcher genannt, ist ein hochmittelalterlicher Turm auf einer Anhöhe mit 1392 Meter Seehöhe in Zentrum des Hauptortes der italienischen Gemeinde Champorcher im Aostatal.
Im Unterschied zu anderen Burgen des Aostatals diente die Burg Champorcher über die Jahrhunderte nur Verteidigungsaufgaben und niemals als Wohnhaus. Von der ursprünglichen Höhenburg, die zerstört wurde, ist heute nur noch der Turm erhalten, der aus dem 14. Jahrhundert stammt; er wurde im Mittelalter als Signalturm genutzt. Heute ist er das Kennzeichen der Siedlung.

## Beschreibung
Man nimmt an, dass die ursprüngliche Burg aus dem 11. Jahrhundert vorwiegend aus Holz war. Heute ist davon nichts mehr erhalten.
Der Burgturm existiert heute noch; es ist der alte Bergfried aus dem 12. Jahrhundert. Er ist etwa 15 Meter hoch und ist von Rundzinnen gekrönt. In der Vergangenheit hatte der Turm auch ein Holzschindeldach. Die Eingangstüre war, wie es bei einfachen, mittelalterlichen Burgen im Aostatal üblich war, aus Gründen der besseren Verteidigbarkeit erhöht angebracht, in diesem Falle 4 Meter über dem Erdboden, erreichbar nur über eine Leiter, die bei einem Angriff abgenommen werden konnte. Der Turm hat einen quadratischen Grundriss mit einer Seitenlänge von 6,4 Metern.

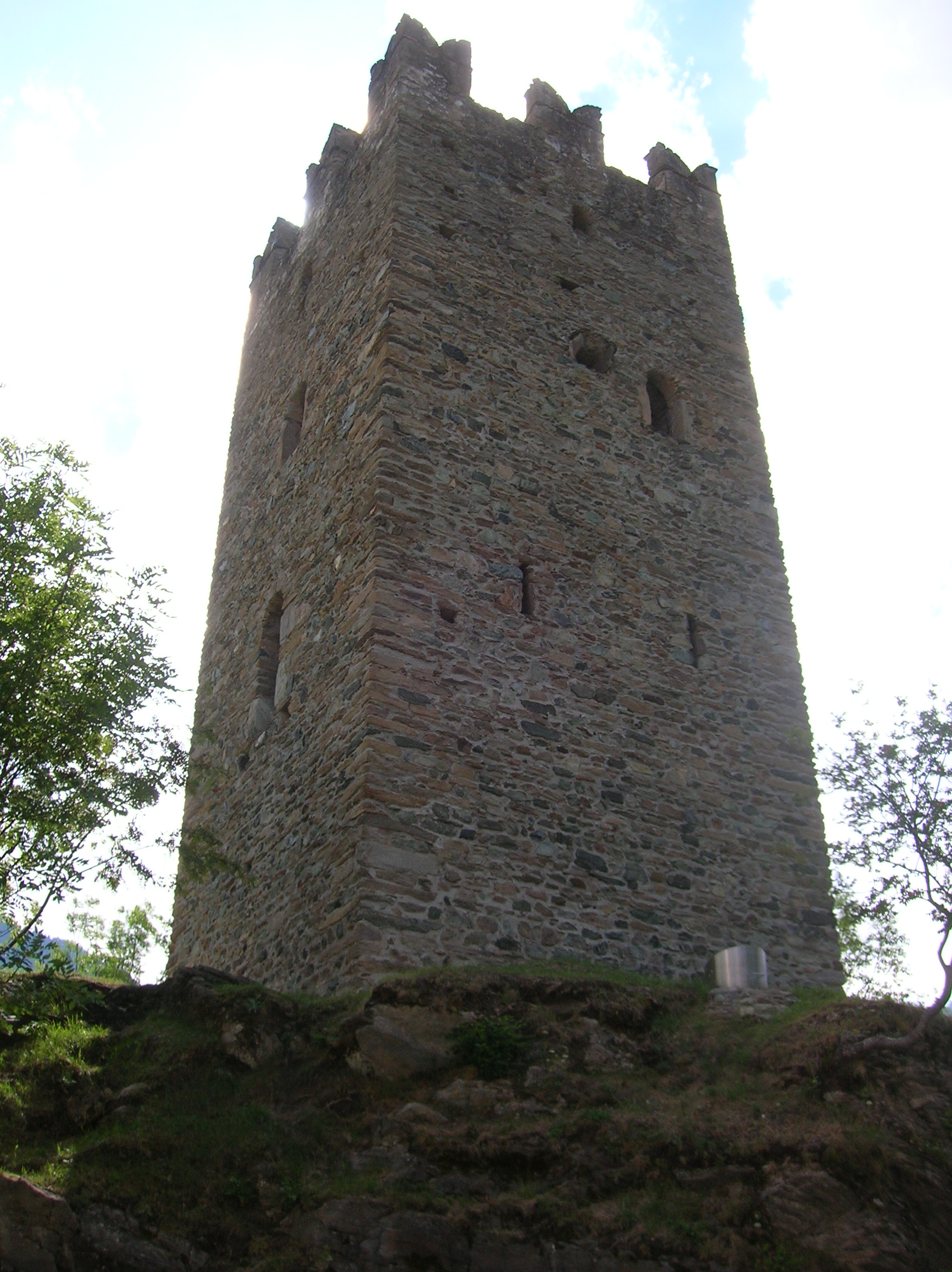
Der Bergfried aus dem 12. Jahrhundert

Im Inneren des Turms, so denkt man, befand sich im Erdgeschoss ein Lager, wogegen in den drei oberen Geschossen andere Räume waren, die durch Holzzwischengeschosse getrennt und lediglich durch schmale Schießscharten belichtet waren; darin war in der Sommersaison eine kleine Garnison untergebracht.
Unter den architektonischen Elementen, die man noch am Gebäude erkennen kann, ist ein steinerner Kamin, wogegen außen ein vorspringender Aborterker zu sehen ist.
Unter den Vizegrafen von Savoyen war die Burg mit einer 150 Meter langen Umfassungsmauer umgeben und man konnte über eine „Psudozugbrücke“ in die Burg gelangen.
Man erzählt sich, dass die Burg eine eigene Kapelle gehabt habe, die die erste Pfarrkirche des Dorfes gewesen sei. Gemäß einigen Quellen stand die Kapelle auf der heutigen „Corseria“, also auf dem Kirchhof der St.-Nikolai-Pfarrkirche, wogegen andere Quellen behaupten, dass sie dort stand, wo heute sich der Chor der Pfarrkirche befindet.

## Geschichte
Die Burg Champorcher im Aostatal ist einfach gestaltet und stammt vermutlich aus 11. Jahrhundert, nach einigen Quellen aber auch aus dem 12. Jahrhundert, also aus derselben Zeit wie die Burg Cly und die Burg Graines. Es wurde auf Geheiß der mächtigen Herren von Bard errichtet, um zu verhindern, dass sich alternative Wege für den profitablen Handelsverkehr entwickelten, der strategisch entlang der römische Handelsstraße nach Gallien (frz.: Route consulaire des Gaules) über die Klamm von Bard verlief. Die Passage durch Bard wurde durch die „Obere Festung“ (heute: Festung von Bard) kontrolliert, an die der Wegezoll bezahlt werden musste.
Das Burg Champorcher wurde zwischen 1212 und 1214 von Hugues II. von Bard im Krieg gegen seinen dritten Bruder, ‘Guillaume, Stammvater von Pont-Saint-Martin, niedergebrannt, in dessen Verlauf auch die Siedlung Donnas zerstört wurde: Während der Vater, Hugues I. von Bard, den Grafen von Savoyen Treue geschworen hatte, wollte Hugues II. von Bard die Unabhängigkeit zurückerobern und darüber hinaus das Recht der Wegezollerhebung durch die Klamm von Bard genießen, im Unterschied zum anderen Bruder Guillaume, der in der väterlichen Linie fortfahren wollte. Am Ende des Konfliktes 1214 wurde das Territorium von Champorcher zwischen den Brüdern in zwei Teile aufgeteilt, die „Ressorts“ genannt wurden.

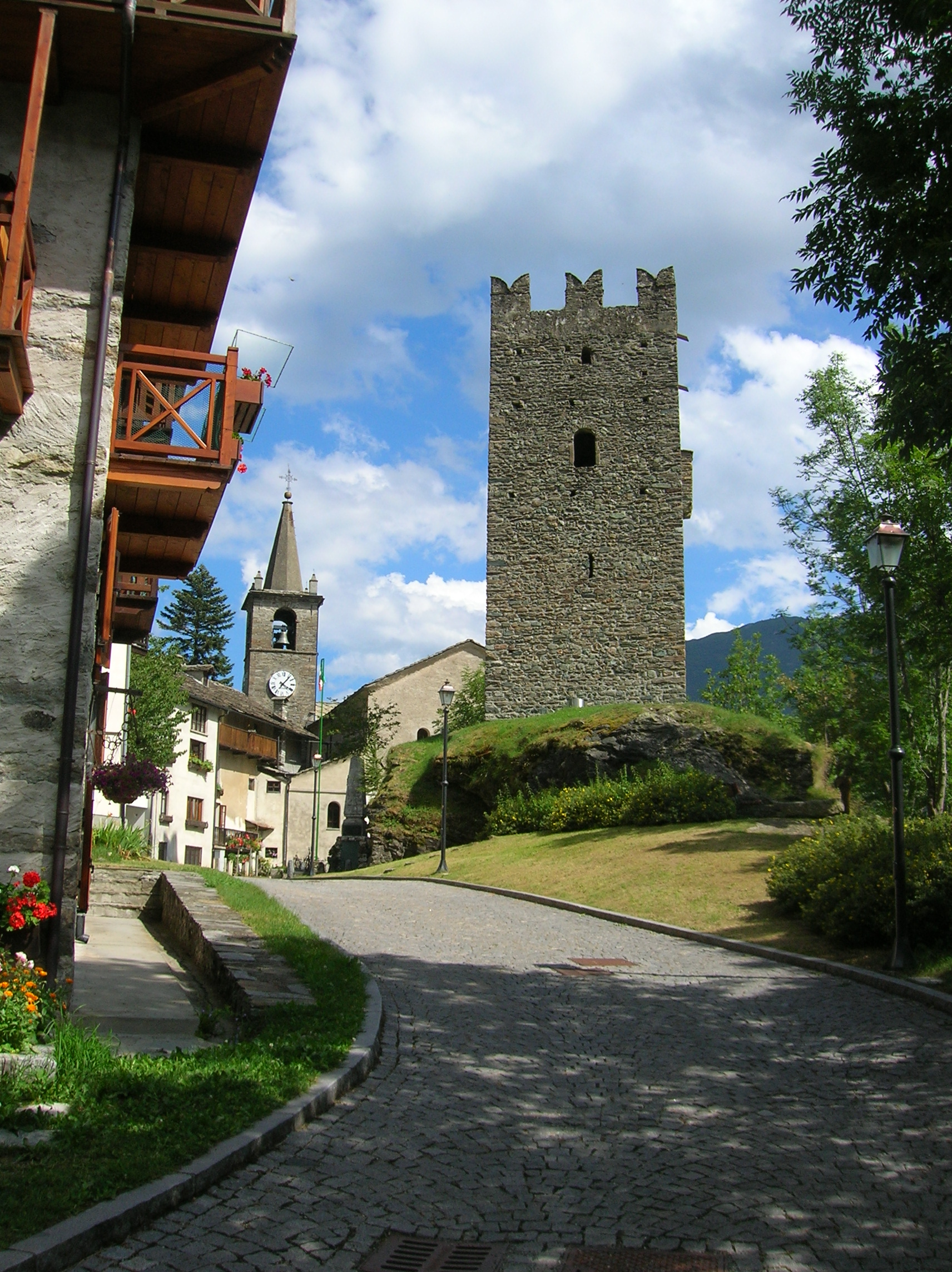
Die Burg Champorcher und Glockenturm der St.-Nikolai-Pfarrkirche.

1242 eignete sich Amadeus IV. von Savoyen einen Teil des Lehens im Champorcher-Tal vom undisziplinierten Hugues II. von Bard zusammen mit dem, was von der Burg übrig blieb, an, und zwar im Rahmen einer Enteignungskampagne, die er so gut wie im gesamten Aostatal vorantrieb, und so begannen die Savoyer, sich direkt mit ihren Lehen zu befassen. Seit damals gelangte die Burg nicht wieder in die Hände der Herren von Bard.
Nach einigen Quellen wurde die Burg vor 1276 wieder aufgebaut, aber andere Dokumente bezeugen, dass die Bauarbeiten an dem Turm eher 1312 mit einer teilweisen Restaurierung begannen.
Eine komplette Überarbeitung fand ab 1319/1320 auf Geheiß des Hauses Savoyen statt: Im Turm wurden der Kamin, die Maueröffnungen, eine Holztreppe und ein Vorfuß eingebaut, die Zinnen aufgesetzt und das Dach gedeckt. Dieser Epoche werden auch die Zugbrücke und ein Kurtine zugeschrieben, die heute verschwunden sind.
Im 13. und 14. Jahrhundert war die Burg ein echter, militärischer Außenposten, der mit einer kleinen Garnison belegt war, wie aus den erfassten Aufgaben in den Aufzeichnungen des Kastellans von Bard, das direkt in den Händen der Savoyer war, hervorgeht.
1590 wollten die Savoyer verschiedene Personen belohnen, die sich als treu erwiesen hatten, darunter reiche Kaufleute, die in den Adelsstand erhoben wurden, einige Offiziere der königlich-sardischen Armee und verschiedene Funktionäre des Hofes. Das Lehen Champorcher und die Burg wechselten mehrmals per königlichem Patent unter diesen neuen, örtlichen Adelsfamilien den Besitzer; dazu gehörten die Riccarands, die Bruisets, die D’Albards, die Tilliers, die Reverdins und die Freydozs.
1861 löste die Gemeinde Champorcher die Adelsrechte für die kommunalen Territorien ein und wurde Eigentümer der Burg.
In den 1980er-Jahren wurde der Turm einer wichtigen, erhaltenden Restaurierung unterzogen.